# カーメルタザイト
カーメルタザイト（英語: Carmeltazite、カルメルタザイト）とは、2019年に地球上での存在が確認された（宇宙にのみ存在するとされていた）酸化鉱物である。化学式は、ZrAl2Ti4O11である。名称は発見された場所であるカルメル山（別名：カーメル山）、含まれているジルコニウム、アルミニウム、チタンの頭文字にちなむ。同地で産出する火山岩中のコランダムから発見された。
国際鉱物学連合の「新鉱物および鉱物名に関する委員会」（CNMMN）が新鉱物として2019年に承認した。

## 物性
理論上の密度が4.12 g/cm3とダイヤモンドの 3.52 g/cm3より大きい。一部の報道に密度が大きいからダイヤモンドより硬い物質（超硬度材料）という話がみられるが、そもそもダイヤモンドの硬さは炭素間の共有結合に由来するもので密度による硬さではないため、単純に密度が大きいから硬いというのは誤りである。